# كارلوس بيي (سياسي)
كارلوس بيي هو سياسي أمريكي، ولد في 5 مايو 1917، وتوفي في 29 نوفمبر 1974. انتخب عضو جمعية ولاية كاليفورنيا ‏.